# Océan Iapétus

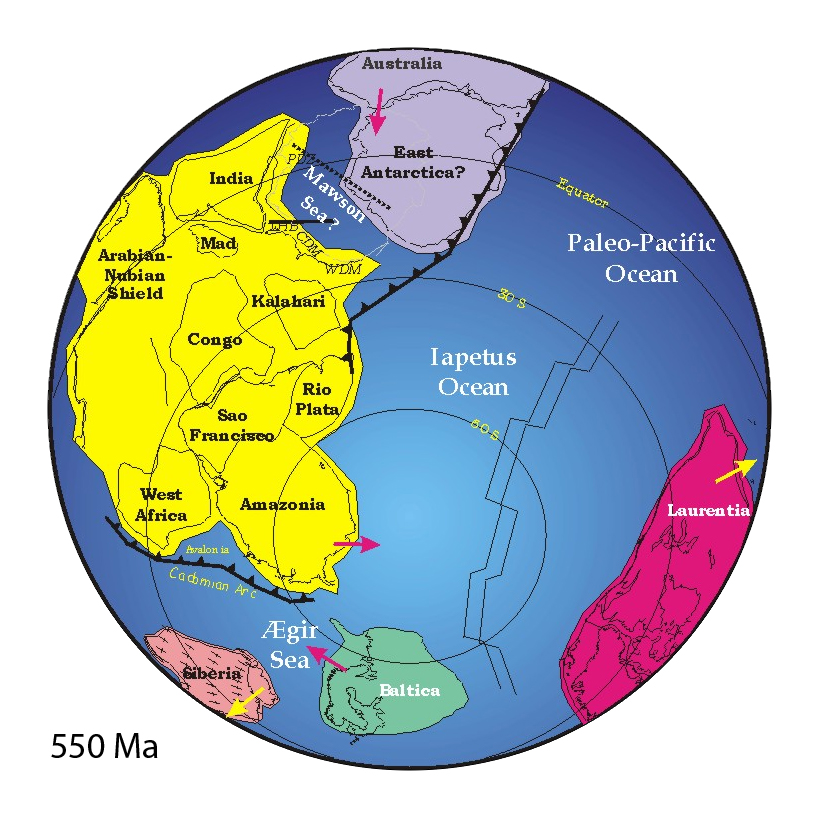
Carte de l'océan Iapétus il y a 550 millions d'années.

L'océan Iapétus, encore appelé océan proto-Atlantique, est un ancien océan (ou paléo-océan) ayant existé au Paléozoïque, de la fin du Précambrien au Silurien lorsqu'il s'est refermé il y a 420 millions d'années. Il séparait le paléocontinent Laurentia des paléocontinents Baltica et Avalonia dans l'hémisphère Sud.
Nommé d'après le Titan Japet de la mythologie grecque, cet océan constituait un précurseur de l'océan Atlantique.